# Aliaga (Teruel)
Aliaga es un municipio y localidad española de la provincia de Teruel, en la comunidad autónoma de Aragón. El término municipal, ubicado en la comarca de las Cuencas Mineras, tiene una población de 346 habitantes (INE 2024).

## Situación
Aliaga está situada en el piedemonte de la sierra de San Just, en la confluencia del río de la Val con el Guadalope, a 1105 m de altitud sobre el nivel del mar. Forma parte de la comarca de las Cuencas Mineras y dista 32 km de Utrillas, capital administrativa de la comarca. La carretera A-1403 atraviesa la localidad. Su temperatura media anual es de 8,5 °C y su precipitación anual 483 mm.
En la siguiente tabla se muestran los núcleos que componen el municipio (2024):
| Núcleo de población | Tipo de entidad de población | Entidades menores | Población |
| ------------------- | ---------------------------- | ----------------- | --------- |
| Aliaga              | Villa                        |                   | 269       |
| Aldehuela           | Barrio                       |                   | 21        |
| Cirujeda            | Lugar                        |                   | 11        |
| Santa Bárbara       | Barrio                       |                   | 27        |
| Campos              | Lugar                        |                   | 11        |
| La Cañadilla        | Aldea                        |                   | 7         |
| ALIAGA              | ALIAGA                       | ALIAGA            | 346       |

## Clima
De acuerdo a la clasificación climática de Köppen Aliaga posee un clima de tipo Cs o mediterráneo continentalizado. La temperatura máxima absoluta se desconoce. La mínima absoluta fue de -25 °C durante 3 noches consecutivas en la ola de frío de enero de 2002.
| Parámetros climáticos promedio de Aliaga                                                                                   | Parámetros climáticos promedio de Aliaga | Parámetros climáticos promedio de Aliaga | Parámetros climáticos promedio de Aliaga | Parámetros climáticos promedio de Aliaga | Parámetros climáticos promedio de Aliaga | Parámetros climáticos promedio de Aliaga | Parámetros climáticos promedio de Aliaga | Parámetros climáticos promedio de Aliaga | Parámetros climáticos promedio de Aliaga | Parámetros climáticos promedio de Aliaga | Parámetros climáticos promedio de Aliaga | Parámetros climáticos promedio de Aliaga | Parámetros climáticos promedio de Aliaga |
| Mes | Ene.                                     | Feb.                                     | Mar.                                     | Abr.                                     | May.                                     | Jun.                                     | Jul.                                     | Ago.                                     | Sep.                                     | Oct.                                     | Nov.                                     | Dic.                                     | Anual                                    |
| --- | ---------------------------------------- | ---------------------------------------- | ---------------------------------------- | ---------------------------------------- | ---------------------------------------- | ---------------------------------------- | ---------------------------------------- | ---------------------------------------- | ---------------------------------------- | ---------------------------------------- | ---------------------------------------- | ---------------------------------------- | ---------------------------------------- |
| Temp. máx. media (°C) | 4.8                                      | 6.2                                      | 8.7                                      | 10.4                                     | 14.2                                     | 17.6                                     | 20.1                                     | 20.2                                     | 16.8                                     | 12.6                                     | 8.4                                      | 6.5                                      | 12.2                                     |
| Temp. media (°C) | 1.7                                      | 2.6                                      | 4.6                                      | 6.7                                      | 9.9                                      | 13.5                                     | 15.8                                     | 15.9                                     | 13.2                                     | 8.7                                      | 4.8                                      | 3.1                                      | 8.4                                      |
| Temp. mín. media (°C) | -1.1                                     | -0.5                                     | 1.3                                      | 3.8                                      | 6.3                                      | 8.7                                      | 10.8                                     | 11.9                                     | 9.2                                      | 5.1                                      | 1.2                                      | -0.7                                     | 4.7                                      |
| Precipitación total (mm)                                                                                                   | 30.9                                     | 32.4                                     | 46.8                                     | 52.8                                     | 80.2                                     | 73.6                                     | 32.8                                     | 39.5                                     | 63.7                                     | 57.4                                     | 47.2                                     | 41.6                                     | 598.9                                    |
| Días de precipitaciones (≥ 0.1 mm)                                                                                         | 11                                       | 5                                        | 7                                        | 11                                       | 15                                       | 6                                        | 5                                        | 7                                        | 8                                        | 8                                        | 10                                       | 9                                        | 102                                      |
| Horas de sol | 127                                      | 186                                      | 197                                      | 220                                      | 238                                      | 299                                      | 331                                      | 279                                      | 240                                      | 176                                      | 114                                      | 156                                      | 2563                                     |
| Humedad relativa (%) | 80                                       | 68                                       | 63                                       | 64                                       | 67                                       | 56                                       | 55                                       | 59                                       | 66                                       | 72                                       | 76                                       | 79                                       | 67.1                                     |
| Fuente: http://www.zoover.es/espana/aragon/aliaga/tiempo http://es.climate-data.org/location/660245/ (Modificado 1-2-2016) |                                          |                                          |                                          |                                          |                                          |                                          |                                          |                                          |                                          |                                          |                                          |                                          |                                          |

## Historia
Aliaga podría ser la antigua Laxta, ciudad celtibérica que fundó y fortificó Amílcar Barca para defender de los romanos esta comarca. No obstante, su población continua viene desde época musulmana, cuando se construyó la parte central del castillo de Aliaga y de donde proviene su nombre (del árabe Alulgha, «valle retorcido»).
Aliaga es mencionada por vez primera en 1118, cuando Alfonso I el Batallador entregó la villa a Lope Iohannes de Tarazona. Esta ocupación cristiana parece que fue meramente militar, siendo definitivamente reconquistada por Alfonso II. En 1163 Sancho de Tarazona dio Aliaga, con sus términos, a la Orden Militar de San Juan del Hospital; esta orden militar amplió el castillo con un segundo recinto, que es el mejor conservado hoy día. En torno a 1180, Aliaga se constituyó en encomienda, de la cual dependieron los lugares y castillos de Pitarque, Fortanete, Villarroya de los Pinares y Soplaventos. Alfonso II la favoreció en diversas ocasiones, concediéndole un mercado semanal. La villa estuvo amurallada hasta bien entrado el siglo XX y aún conserva uno de los arcos de entrada a la villa, habiendo desaparecido el resto a causa de las ampliaciones de la carretera de acceso.
En 1462, Aliaga fue ocupada por el señor de Híjar, partidario de la causa del príncipe de Viana, quien, tras su reconciliación con Juan II, recibió el condado de Aliaga y Castellote. En 1487 a los señores de Híjar les fue concedido el título de duques de Aliaga.
En esa época, Aliaga formó parte de la sobrecullida de Teruel (1488-1495), pasando luego a depender de la vereda de Teruel (1646) y del corregimiento de Alcañiz (1711-1833). Se constituyó como Ayuntamiento en 1834 y fue cabeza de partido judicial en tres diferentes períodos: 1834-1887, 1910-1920 y 1940-1950.
José Bonaparte, en 1810, dividió el territorio nacional en 38 prefecturas, siendo una de ellas Teruel con una subprefectura en Aliaga. Durante las guerras carlistas, en 1840, el general O´Donnell, al mando de las fuerzas isabelinas, sitió esta plaza, defendiendo su castillo las fuerzas carlistas al mando del comandante D. Francisco Macarulla; la rendición carlista solo tuvo lugar cuando el castillo quedó casi destruido por el fuego de la artillería enemiga.
Hacia mediados del siglo XIX, la villa tenía contabilizada una población de 1122 habitantes. Aparece descrita en el primer tomo del Diccionario geográfico-estadístico-histórico de España de Pascual Madoz en los términos siguientes:

La forman 281 casas en general bajas y de mala construcción, distribuidas en varias calles angostas y sin ninguna alineación, y dos plazas de las cuales la una que se halla en el centro de la población está empedrada, y circunvalada de porches sostenidos por sólidos pilares de piedra; su figura es de anfiteatro: la otra es más capaz, aunque  de mala figura y sin empedrar, y tiene en su centro un pilón de mucho mérito.
(Madoz, 1845, p. 606)

También señala que la localidad producía trigo, centeno y avena, y que Aliaga contaba con varios telares de sayales, cordellates y lienzos.
Más adelante, en la Guerra Civil, Aliaga fue cuartel general de las fuerzas republicanas y nudo de abastecimiento de las mismas durante la batalla de Teruel. Fue ocupada por el ejército de Franco el 23 de abril de 1938, al iniciarse la ofensiva del Levante.

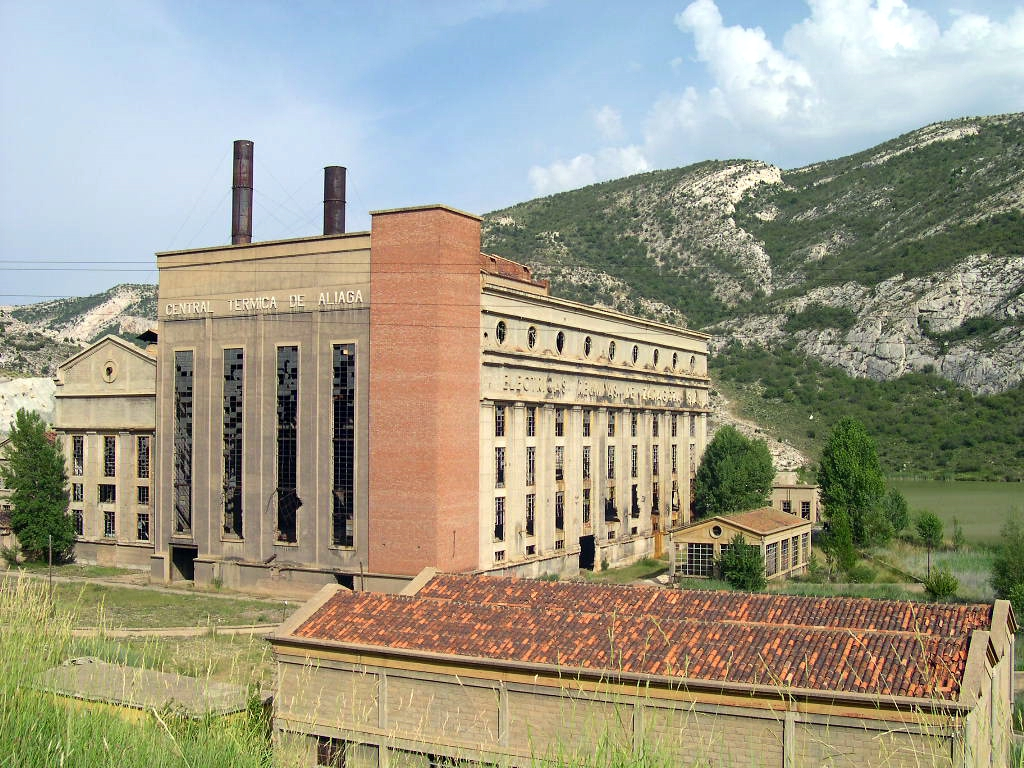
Antigua central térmica de ERZ en Aliaga

A mediados del siglo XX, la localidad vivió un gran resurgir al acoger en su término la central térmica de Aliaga, una de la más grandes de España en su época. Fue la primera construida en España para la producción de electricidad a partir de la quema de diferentes tipos de carbón, extraído en las minas locales y traído de otras minas más productivas. Cerró sus puertas en los años 1980, con el encarecimiento del transporte del carbón, lo que significó el inicio de un largo declinar de la población.
En 2009 tuvo lugar un incendio forestal en su término municipal que rápidamente se extendió al vecino municipio de Ejulve. Fue el incendio forestal más extenso registrado en España en todo el año 2009, con 7301,14 hectáreas quemadas.

## Demografía
Aliaga cuenta con una población de 346 habitantes (INE 2024).
| Gráfica de evolución demográfica de Aliaga entre 1842 y 2021 |
| |
| Población de derecho según los censos de población del INE Población de hecho según los censos de población del INEEntre el censo de 1981 y el anterior, crece el término del municipio porque incorpora a 44058 (Campos) y 44078 (Cirugeda) |

En el fogaje de 1495 —censo del Reino de Aragón ordenado por el rey Fernando el Católico—, Aliaga figura como villa de señorío y encomienda de la Orden del Hospital, con un total de 67 hogares, lo que equivale a una población aproximada de 330 habitantes.
El censo de España de 1857 registra 1074 habitantes para Aliaga, que era cabeza de partido judicial, pero no era la villa con mayor población del mismo. Ya en el siglo XX, el auge demográfico que se observa en 1950 está relacionado con la construcción y puesta en marcha de la central térmica, cuyos dos primeros grupos entraron en funcionamiento en 1952.

## Administración y política
| Período   | Alcalde                       | Partido |  |
| --------- | ----------------------------- | ------- |  |
| 1979-1983 | Fernando Pérez Enguidanos     | PSOE    |  |
| 1983-1987 | Vicente Altabas Herrero       | PSOE    |  |
| 1987-1991 | Vicente Altabas Herrero       | PSOE    |  |
| 1991-1995 | Antonio Valero Royo           | PAR     |  |
| 1995-1999 | Antonio Valero Royo           | PAR     |  |
| 1999-2003 | María Pilar Gil               | PAR     |  |
| 2003-2007 | José López Guillén            | PSOE    |  |
| 2007-2011 | José López Guillén            | PSOE    |  |
| 2011-2015 | Sergio Uche Gil               | PAR     |  |
| 2015-2019 | Sergio Uche Gil               | PAR     |  |
| 2019-2023 | Sergio Uche Gil               | PAR     |  |
| 2023-     | Alberto Vicente Valero Martín | PAR     |  |

| Partido político    | Partido político                                   | 2003   | 2007   | 2011   | 2015   | 2019   | 2023   |
| Partido político    | Partido político                                   | Ediles | Ediles | Ediles | Ediles | Ediles | Ediles |
|                     | Partido Aragonés (PAR)                             | 3      | 1      | 4      | 5      | 5      | 4      |
|                     | Partido de los Socialistas de Aragón (PSOE-Aragón) | 4      | 5      | 2      | 2      | 2      | 3      |
|                     | Partido Popular de Aragón (PP)                     | —      | 1      | 1      | —      | —      | —      |
|                     | Chunta Aragonesista (CHA)                          | —      | 0      | —      | —      | —      | —      |
| Total de concejales | Total de concejales                                | 7      | 7      | 7      | 7      | 7      | 7      |

## Patrimonio

### Patrimonio religioso

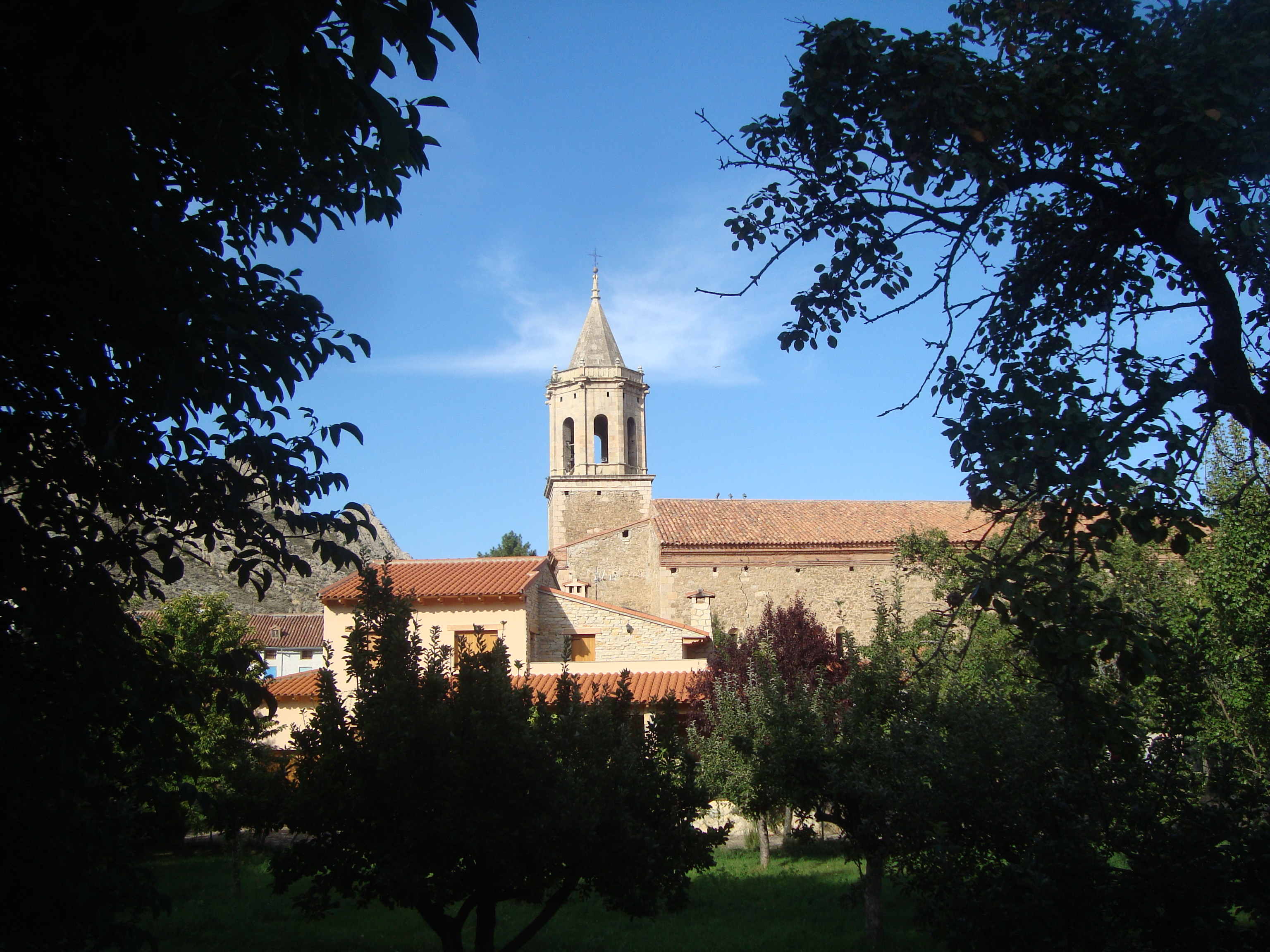
Iglesia de San Juan Bautista

La iglesia de San Juan Bautista es un templo barroco del siglo XVII, construido en mampostería y canteria. Tiene tres amplias naves de cinco tramos de la misma altura. La portada barroca, con fecha de 1636, se encuentra en el lado norte. La torre consta de tres cuerpos, los dos inferiores cuadrados y el superior octogonal.
La ermita de la Virgen de Zarza está situada fuera de la zona urbana, junto al río Guadalope, en un paraje de vegetación abundante. Es también una construcción barroca del siglo XVII, de mampostería y cantería, con tres naves cubiertas con bóvedas de medio cañón con lunetos. En el exterior consta la fecha de construcción: 1685. Lo más notable es la decoración interior de esgrafiado, cuya temática hace referencia a la titular del templo.

### Patrimonio civil

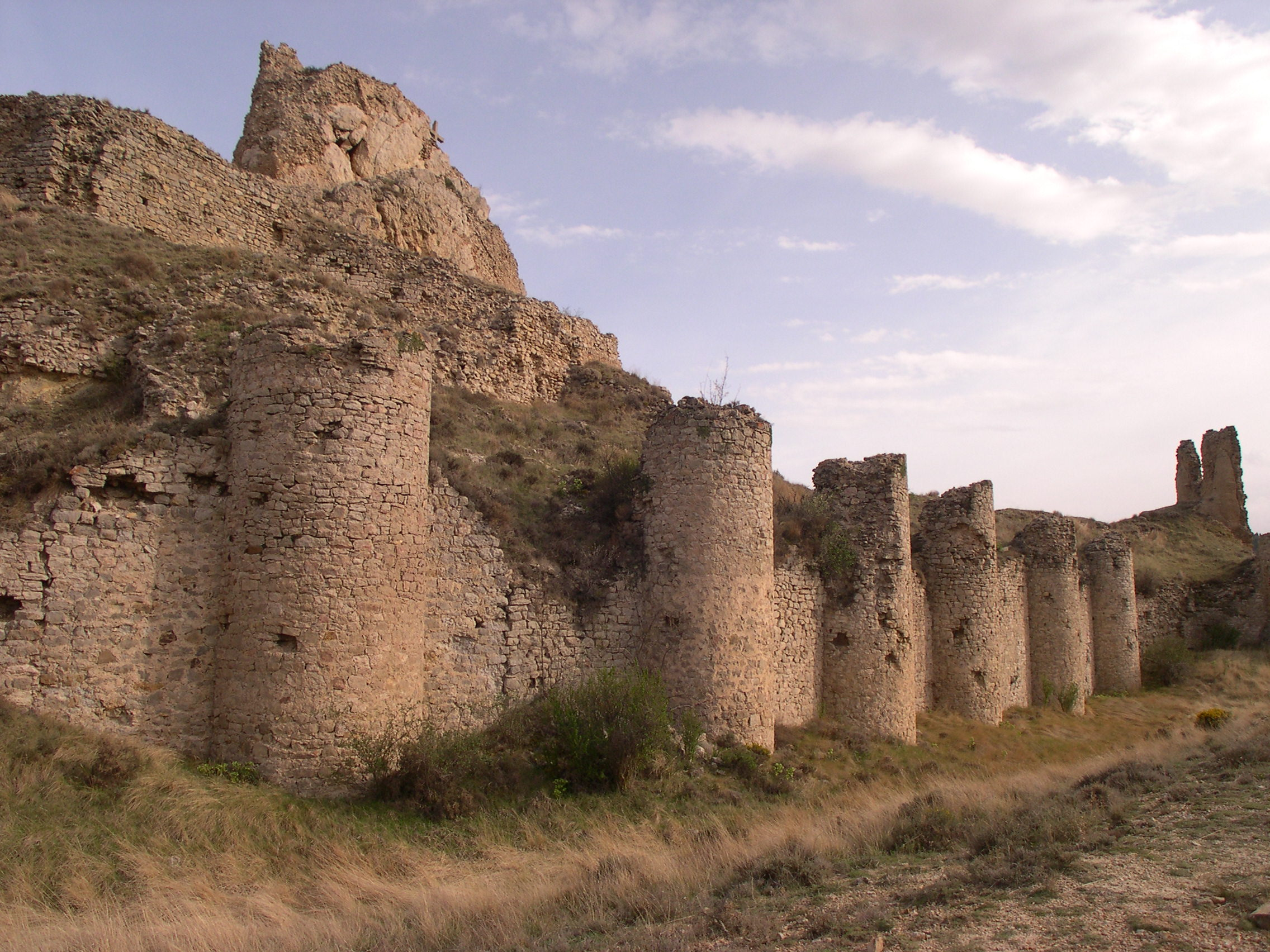
Castillo de la Encomienda, de origen musulmán

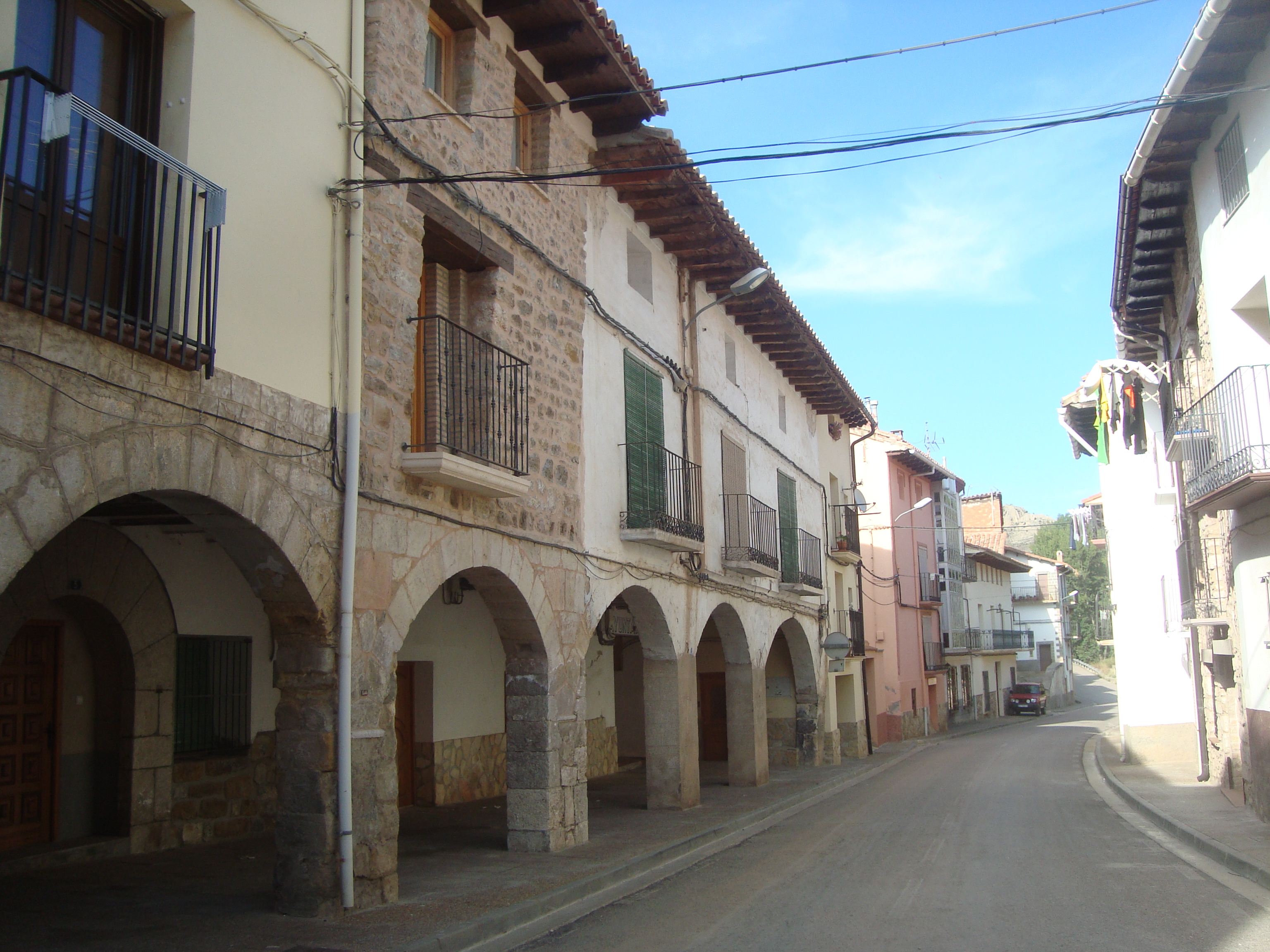
Calle de Aliaga

El castillo de la Encomienda se sitúa en la cumbre de un altozano inmediato a la población. El castillo ocupaba una gran extensión (alrededor de 400 m²) y aún se pueden reconocer tres recintos de muralla escalonados en la ladera del monte por su parte occidental. El recinto exterior es el mejor conservado, compuesto de un muro con cubos cilíndricos de 3 metros de diámetro y próximos entre sí.
La casa consistorial tiene una planta baja diáfana sobre siete arcos rebajados que configuran una lonja que da acceso al patio del ayuntamiento.

### Patrimonio natural

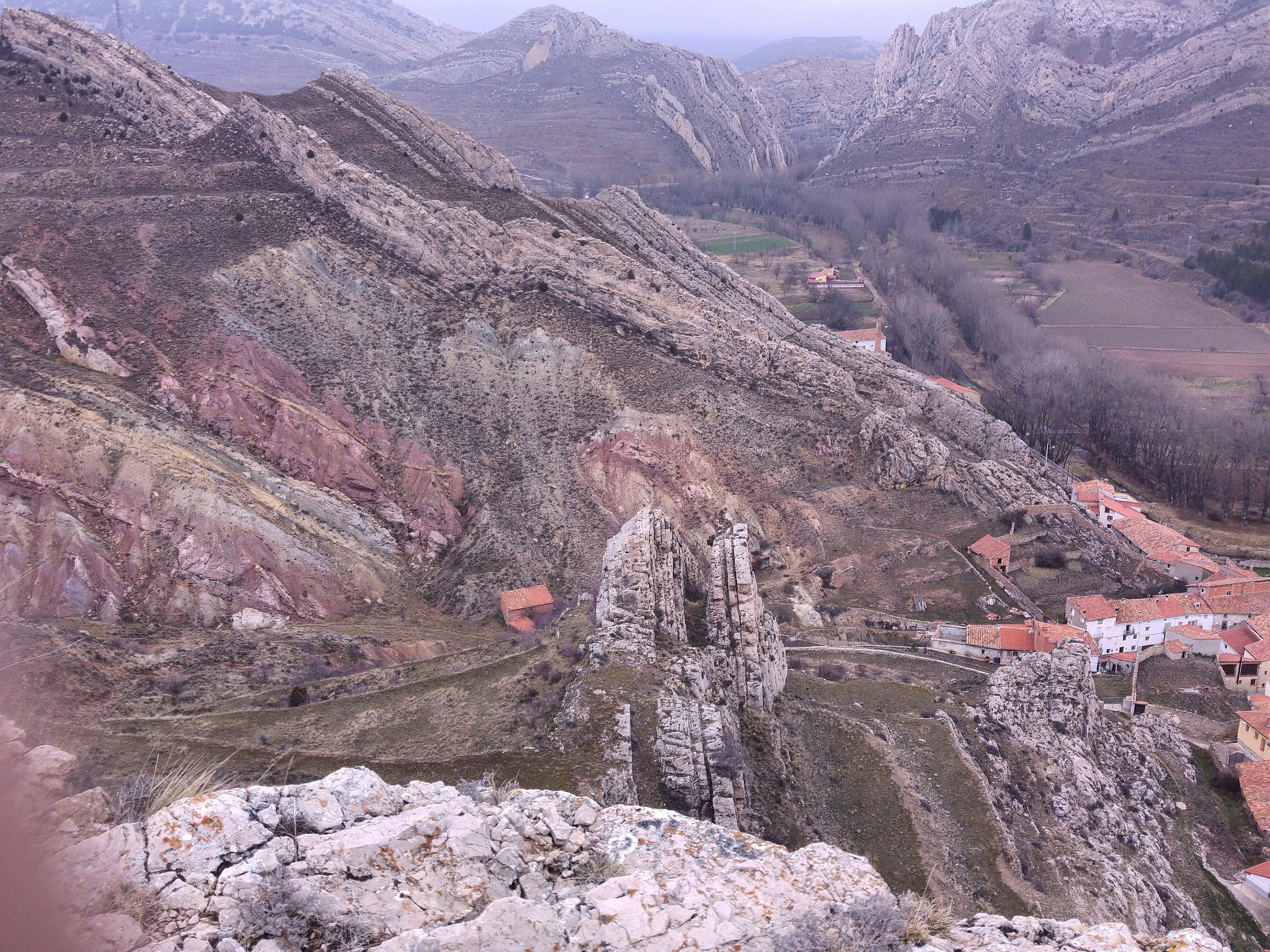
Parque geológico de Aliaga

El parque geológico de Aliaga es un espacio natural donde se puede observar la evolución de los últimos 200 millones de años de la Tierra.
Cuenta con ejemplos de formaciones y estructuras geológicas de enorme interés, contando con 11 puntos señalizados y 9 rutas turísticas que muestran diferentes rocas y formaciones presentes en el parque.
El parque cuenta con un centro de visitantes en Aliaga, en el que a través de paneles y medios audiovisuales se muestran los valores ambientales de este espacio.
En el municipio también se encuentra el LIC Muelas y Estrechos del Río Guadalope, de gran importancia para la fauna y flora por la existencia de cañones fluviokársticos y estrechos valles excavados por la red fluvial. Aves como el águila real, el alimoche, el águila-azor perdicera o el halcón peregrino tienen aquí su lugar de anidamiento. Otras especies animales importantes son la cabra montés, el cangrejo de río, la nutria, la trucha común y la madrilla.

## Fiestas
- La fiesta de las Albadas tiene lugar el 20 de enero.
- Las fiestas patronales, en honor a San Juan, son los días 23, 24 y 25 de junio.
- Las fiestas Mayores, en honor a la Virgen de la Zarza,[22] son el 7, 8 y 9 de septiembre.